# Mollisinopsis aurantiaca
Mollisinopsis aurantiaca är en svampart som beskrevs av Arendh. & R. Sharma 1986. Mollisinopsis aurantiaca ingår i släktet Mollisinopsis och familjen Helotiaceae.   Inga underarter finns listade i Catalogue of Life.